# Cis insulicola
Cis insulicola is een keversoort uit de familie houtzwamkevers (Ciidae). De wetenschappelijke naam van de soort werd in 1911 gepubliceerd door Karl Wilhelm von Dalla Torre.